# Feodora của Sachsen-Meiningen
Feodora của Sachsen-Meiningen (tiếng Đức: Feodora von Sachsen-Meiningen; tiếng Anh: Feodora of Saxe-Meiningen; tên đầy đủ: Feodora Victoria Auguste Marie Marianne; 12 tháng 5 năm 1879 – 26 tháng 8 năm 1945), là con gái của Bernhard III của Sachsen-Meiningen và Charlotte của Phổ. Feodora là cháu chắt đầu tiên của cả Nữ vương Victoria I của Liên hiệp Anh và Hoàng đế Wilhelm I của Đức.

## Những năm đầu đời

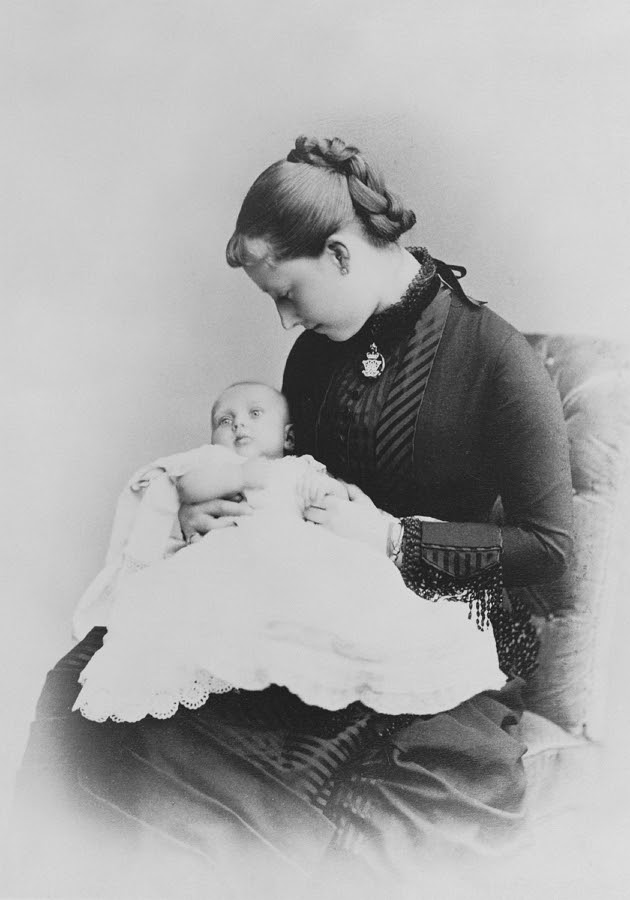
Công tôn nữ Feodora cùng mẹ, Charlotte của Phổ ngay sau khi chào đời.

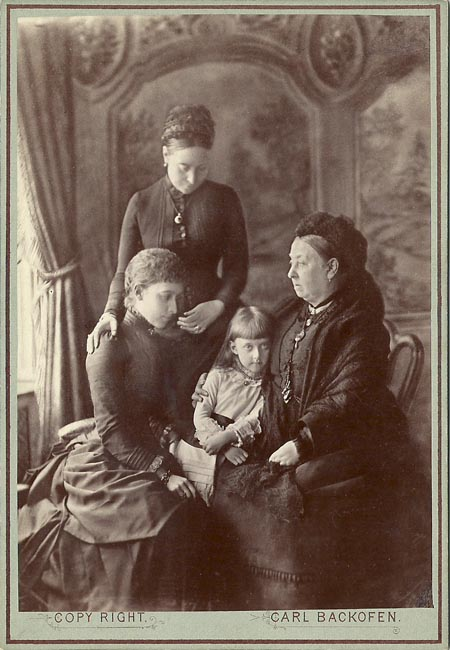
Feodora cùng mẹ, Charlotte của Phổ; bà ngoại, Victoria, Vương nữ Vương thất; và bà cố ngoại, Nữ vương Victoria I của Liên hiệp Anh, khoảng năm 1885.

Feodora sinh ngày 12 tháng 5 năm 1879 tại Potsdam, là người con duy nhất của Bernhard III của Sachsen-Meiningen (bấy giờ là Công thế tử Sachsen-Meiningen), con trai của Georg II xứ Sachsen-Meiningen và Charlotte Friederike của Phổ, và Charlotte của Phổ, con gái lớn của Friedrich III của Đức và Victoria Adelaide của Liên hiệp Anh, Vương nữ Vương thất (bấy giờ là Hoàng thái tử và Hoàng thái tử phi Đức). Feodora là người cháu đầu tiên của Thái tử và Thái tử phi,  và cũng là cháu chắt đầu tiên của cả Victoria I của Liên hiệp Anh và Wilhelm I của Đức.
Mẹ của Feodora, Charlotte là người thích giao lưu và ghét việc mang thai vì tin rằng mang thai sẽ khiến Charlotte phải hạn chế các hoạt động xã hội. Vì muốn tận hưởng cuộc sống xã hội ở Berlin, sau khi sinh Feodora, Charlotte đã tuyên bố sẽ không sinh thêm con, khiến mẹ của Charlotte là Thái tử phi Victoria buồn lòng. Việc là con một trong trong xã hội Vương thất châu Âu vốn hiếm khi xảy ra và Feodora có thể phải trải qua một tuổi thơ cô đơn. Charlotte thích đi du lịch và thường để con gái ở với mẹ tại Friedrichshof. Vương nữ Vương thất Victoria rất thích có cơ hội dành thời gian với cháu gái lớn của mình. Trong một lần cháu gái Feodora đến thăm, Vicky đã viết rằng "con bé thực sự là một đứa trẻ ngoan và dễ bảo hơn nhiều so với mẹ của con bé".
Năm 1888, Friedrich và Victoria trở thành Hoàng đế và Hoàng hậu Đế quốc Đức. Victoria nhận thấy sự thiếu sót trong quá trình giáo dục của Feodora và dần dần lo ngại về ngoại hình cũng như sự phát triển tinh thần của Feodora, và mô tả cháu gái mười ba tuổi sở hữu "những đường nét sắc bén" và vóc dáng thấp bé bất thường. Feodora cũng ít quan tâm đến việc học hành và thay vào đó thích bàn về thời trang hơn. Bà ngoại của Feodora, một người rất coi trọng việc học, đã đổ lỗi cho sự thiếu chỉ dẫn từ cha mẹ cháu gái khiến cho Feodora trở nên lười học, đồng thời nhận xét rằng "Môi trường sống của nhà con bé không phải là nơi tốt nhất đối với một đứa trẻ ở độ tuổi của nó... Với Charlotte là một ví dụ, người ta còn có thể mong đợi điều gì nữa... Cha mẹ con bé hiếm khi ở nhà hoặc ở cùng nhau... Con bé hầu như không biết cuộc sống gia đình là như thế nào!"
Nữ vương Victoria rất yêu thương đứa chắt lớn của mình. Tháng 6 năm 1887, Feodora cùng cha mẹ tham dự Đại lễ Vàng của nữ vương ở Luân Đôn. Trong khi cha mẹ ở lại Cung điện Buckingham, Feodora ở cùng với người em họ là Alice xứ Battenberg tại nhà của Thái Công tước phu nhân xứ Buccleuch ở Whitehall, do đó Feodora cùng em họ có thể xem đoàn rước Vương thất khi nó tiến đến Tu viện Westminster. Nữ vương Victoria mô tả cháu chắt là "Feo bé nhỏ ngọt ngào, rất ngoan và ta nghĩ rằng đã lớn lên khá xinh đẹp. Chúng ta đã rất vui khi có con bé và ta nghĩ đứa cháu thân yêu cũng rất thích thú."

## Hôn nhân

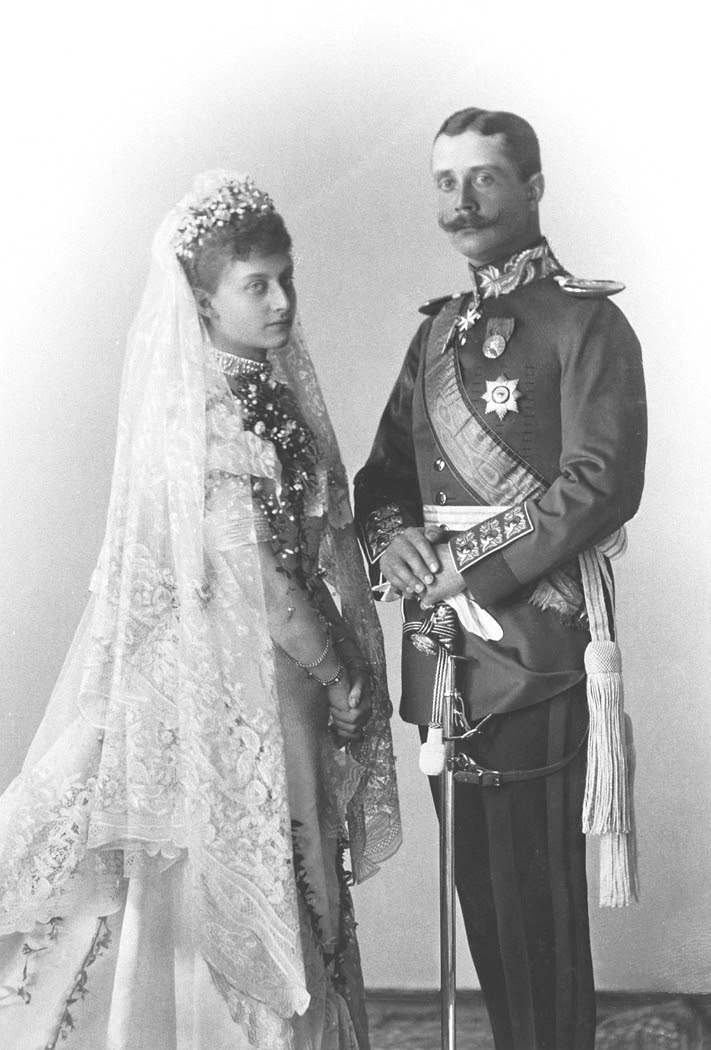
Feodora và chồng trong ngày cưới.

Được nhìn nhận là một trong những người thừa kế triển vọng, Feodora được nhìn nhận là một đối tưỡng kết hôn tiềm năng. Vương tử Petar của Serbia (sau là Petar I của Serbia) hơn Feodora ba mươi sáu tuổi, đã ứng cử, mặc dù đây có thể là một nỗ lực để giành được sự ủng hộ cho việc kế vị ngai vàng Serbia. Charlotte đã tuyên bố rằng "đối với một ngai vàng như vậy thì Feodora quá tốt". Anh họ bên ngoại của Feodora là Thế tử Alfred của Sachsen-Coburg và Gotha, con trai duy nhất của bạn Charlotte (và là bà con phía ngoại của Feodora), Công tước phu nhân xứ Sachsen-Coburg và Gotha, cũng được xem xét.
Vài tháng sau khi trở về từ Đại lễ Kim cương của Nữ vương Victoria vào tháng 6 năm 1897, Feodora đính hôn với Thân vương tử Heinrich XXX Reuß xứ Köstritz (1864-1939), và lễ đính hôn được công bố vào đầu tháng 10. Heinrich XXX sinh ra ở Lâu đài Neuhoff, là con trai út của Thân vương tử Heinrich IX Reuß xứ Köstritz (1827-1898) và Nam tước Anne Marie Wilhelmine Helene xứ Zedlitz và Leipe (1829-1907). Cha của Heinrich qua đời vào đầu năm 1898 dẫn đến cuộc hôn nhân buộc phải hoãn lại và đã có tin đồn rằng cuộc hôn nhân đã bị hủy bỏ. Ngày 24 tháng 9 năm 1898, Feodora và Heinrich kết hôn tại Breslau trong một buổi lễ theo nghi thức của Giáo hội Luther. Feodora là cháu chắt duy nhất của Nữ vương Victoria và là người cháu duy nhất của Hoàng hậu Đức Victoria kết hôn khi cả hai mẹ con Nữ vương còn sống và cả Nữ vương và Hoàng hậu Đức đều qua đời vào năm 1901.

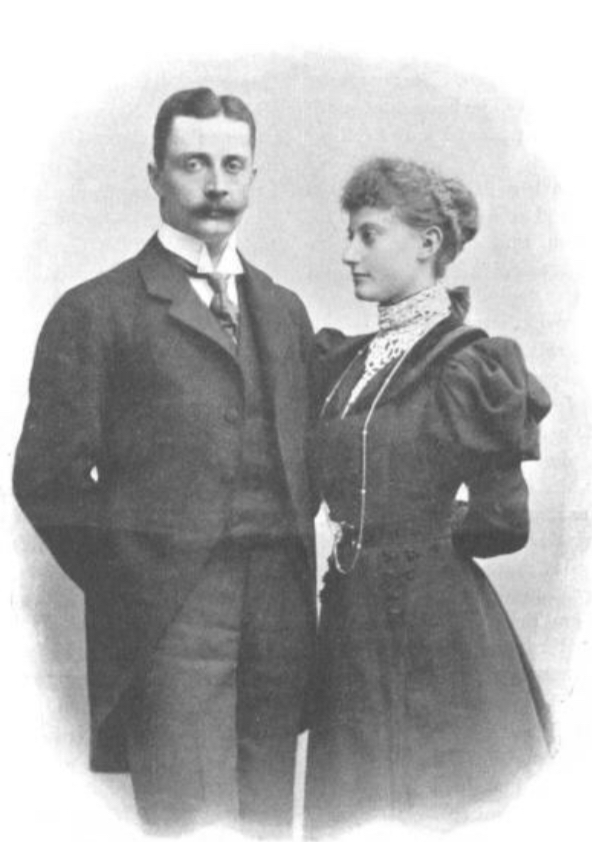
Feodora và Heinrich.

Heinrich là từng là đại úy trong Trung đoàn bộ binh Braunschweig số 92, mặc dù không đặc biệt giàu có hay địa vị cao. Hoàng hậu Victoria rất ngạc nhiên trước việc Heinrich được chọn để kết hôn với cháu gái Feodora, đặc biệt là Heinrich không có địa vị, nhưng nhận xét rằng ít nhất cháu ngoại cũng có vẻ hạnh phúc. Về khoảng cách mười lăm tuổi, Thái hậu Victoria nhận xét rằng, "Ta rất vui vì cậu ấy lớn tuổi hơn con bé, và nếu cậu ta là người khôn ngoan, kiên định và cứng rắn, cậu ta có thể cho con bé rất nhiều điều tốt đẹp, và mọi việc có thể trở nên rất tuyệt vời", nhưng con bé có một hình mẫu kỳ lạ ở mẹ mình, và cũng là một sinh vật nhỏ kỳ lạ." Nhà sử học John Van der Kiste đã nhận định rằng Feodora "rõ ràng là bị mê hoặc" với chàng tân lang, và có thể Feodora cũng tìm cách kết hôn như một lối thoát khỏi "cuộc sống gia đình nhàm chán" của mình.
Sau khi trở về sau tuần trăng mật, Heinrich dành phần lớn thời gian làm nhiệm vụ cùng trung đoàn, trong khi Feodora tham gia một nhóm đọc sách và tham dự nhà hát opera và nhà hát sân khấu ở Berlin. Feodora cũng thường xuyên tháp tùng chồng trong thời gian Heinrich thực hiện nghĩa vụ quân sự và cùng chồng đi khắp nước Đức.
Kể cả sau khi Feodora đã kết hôn, mối quan hệ giữa Feodora và mẹ vẫn không được cải thiện. Sau chuyến thăm của Feodora và chồng vào năm 1899, Charlotte đã viết rằng Feodora là người "không thể hiểu được" và "có xu hướng thu mình lại, bất cứ khi nào ta cố tác động đến con bé về những vấn đề liên quan đến tính cách và sức khỏe của con bé".   Charlotte cũng không ưa con rể, chỉ trích ngoại hình và khả năng kiểm soát vợ kém cỏi của Friedrich. Mặt khác, không giống như mẹ, Feodora mong muốn có con và việc Công tôn nữ không thể thụ thai khiến Feodora rất thất vọng, mặc dù điều đó làm Charlotte yên lòng vì Hoàng nữ không mong muốn có cháu.

## Những năm sau này

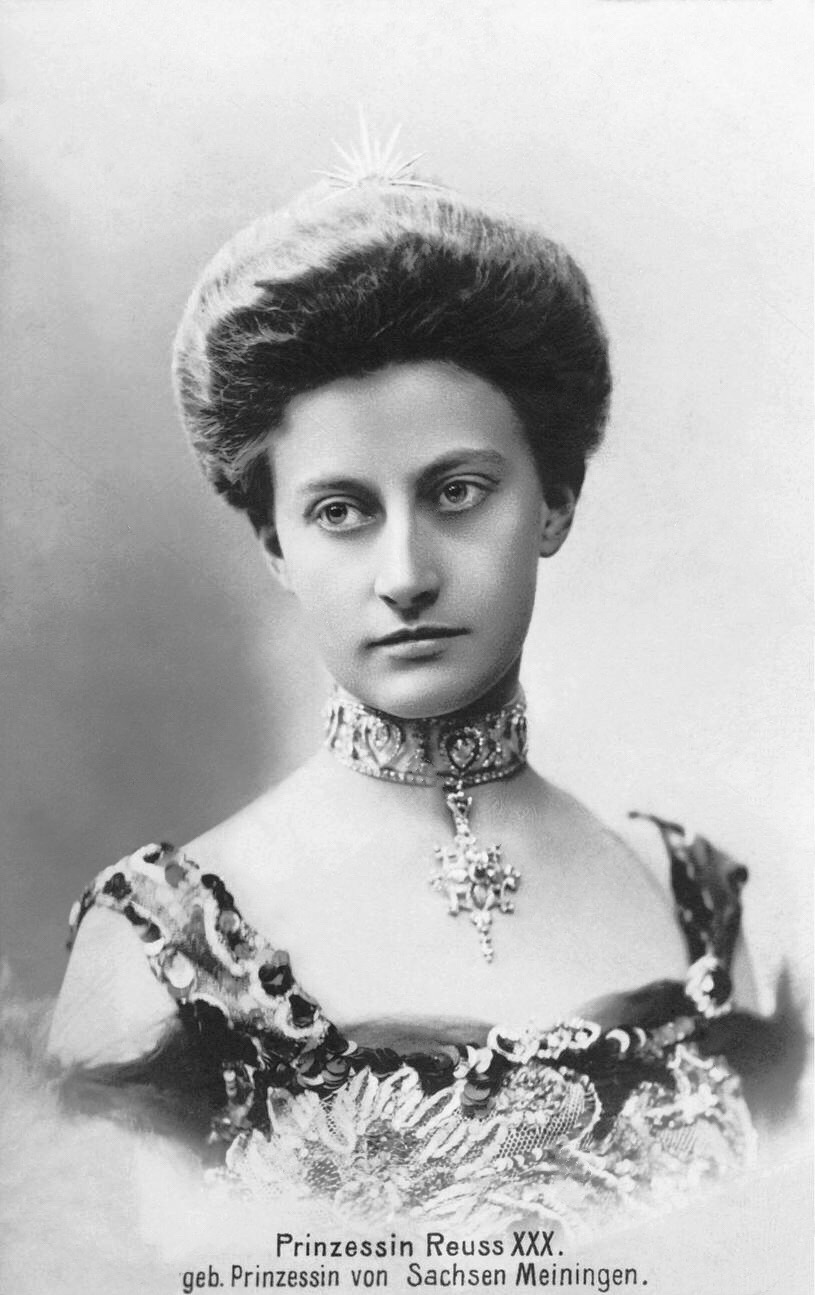
Feodora của Sachsen-Meiningen, ảnh chụp năm 1900.

Feodora phải chịu đựng tình trạng sức khỏe yếu kém trong suốt phần lớn cuộc đời trưởng thành của mình, coi đó là "câu chuyện xưa" của cuộc đời bản thân. Giống như mẹ, bà ngoại và bà cố ngoại, Feodora phải chịu dựng các cơn chóng mặt, mất ngủ, buồn nôn, đau đớn, tê liệt, táo bón và tiêu chảy. Feodora đã phải trải qua một số cuộc phẫu thuật để điều trị bệnh tật và cải thiện tình trạng vô sinh, nhưng đều không thành công.
Feodora đến thăm Lâu đài Windsor vào năm 1900 và đây cũng là lần cuối cùng Feodora gặp bà cố ngoại trước khi Nữ vương Victoria qua đời vào năm sau. Heinrich đã đến dự đám tang của Nữ vương, nhưng Feodora không thể tham dự vì tình trạng sức khỏe yếu. Feodora đổ lỗi cho bệnh sốt rét về tình trạng của mình, nhưng Charlotte đã nói với các thành viên trong gia đình rằng Heinrich đã lây bệnh hoa liễu cho vợ, một cáo buộc mà Feodora giận dữ phủ nhận. Charlotte yêu cầu con gái mình đi khám với bác sĩ riêng của mình; và khi Feodora từ chối, Charlotte quả quyết rằng Hoàng nữ đã đúng. Do đó, Feodora từ chối vào nhà của mẹ và phàn nàn với các thành viên trong gia đình về những hành động "đáng kinh ngạc" của Charlotte. Trong nhiều năm, các thành viên trong gia đình đã cố gắng hàn gắn mối quan hệ của hai mẹ con nhưng không thành. Charlotte đã không viết thư cho con gái trong gần một thập kỷ, chỉ cho đến khi Feodora trải qua một cuộc phẫu thuật nguy hiểm để giúp bản thân thụ thai. Charlotte bày tỏ sự phẫn nộ khi một cuộc phẫu thuật như vậy đã được thực hiện, nhưng cuối cùng vẫn đến thăm con tại viện điều dưỡng theo mong muốn của Feodora. Nhà sử học Van der Kiste nhận định rằng Charlotte và Feodora có tính cách rất giống nhau, "cả hai đều là tạo vật có ý chí mạnh mẽ, thích buôn chuyện và sẵn sàng tin vào điều tồi tệ nhất của nhau".
Năm 1903, cặp đôi chuyển đến Flensburg khi Heinrich bị chuyển đi và sống trong một ngôi nhà nhỏ. Feodora nhận thấy khí hậu ôn hòa của địa phương có tác động tích cực đến sức khỏe của bản thân. Để cải thiện hơn nữa và tăng khả năng mang thai, Feodora đã uống thạch tín và thori. Tuy nhiên, các chứng bệnh của Feodora lại tái phát và Feodora lại bắt đầu bị đau răng và đau nửa đầu. Vào tháng 10 năm 1904, Feodora mắc phải một căn bệnh nghiêm trọng, có thể là bệnh cúm. Những nỗ lực thụ thai của Feodora, bao gồm những lần đến thăm các phòng khám tư nhân trong nhiều năm, thường dẫn đến những ca phẫu thuật.

### Hai cuộc chiến tranh thế giới
Khi Chiến tranh thế giới thứ nhất bùng nổ, Heinrich được điều động đến Mặt trận phía Tây, trong khi Feodora mở một bệnh viện nhỏ để điều trị thương binh. Trong giai đoạn này, mối quan hệ giữa Heinrich và vợ trở nên xấu đi; Heinrich tin rằng Feodora là người ưa phàn nàn về việc bị ốm và gặp bác sĩ. Heinrich viết rằng căn bệnh của vợ "chủ yếu bao gồm việc thiếu năng lượng và lãnh đạm", đồng thời phàn nàn rằng "cô ấy đã phóng đại bệnh tật của mình một cách trắng trợn và khiến tôi và những người khác lo lắng không cần thiết". Năm 1939, Heinrich qua đời.

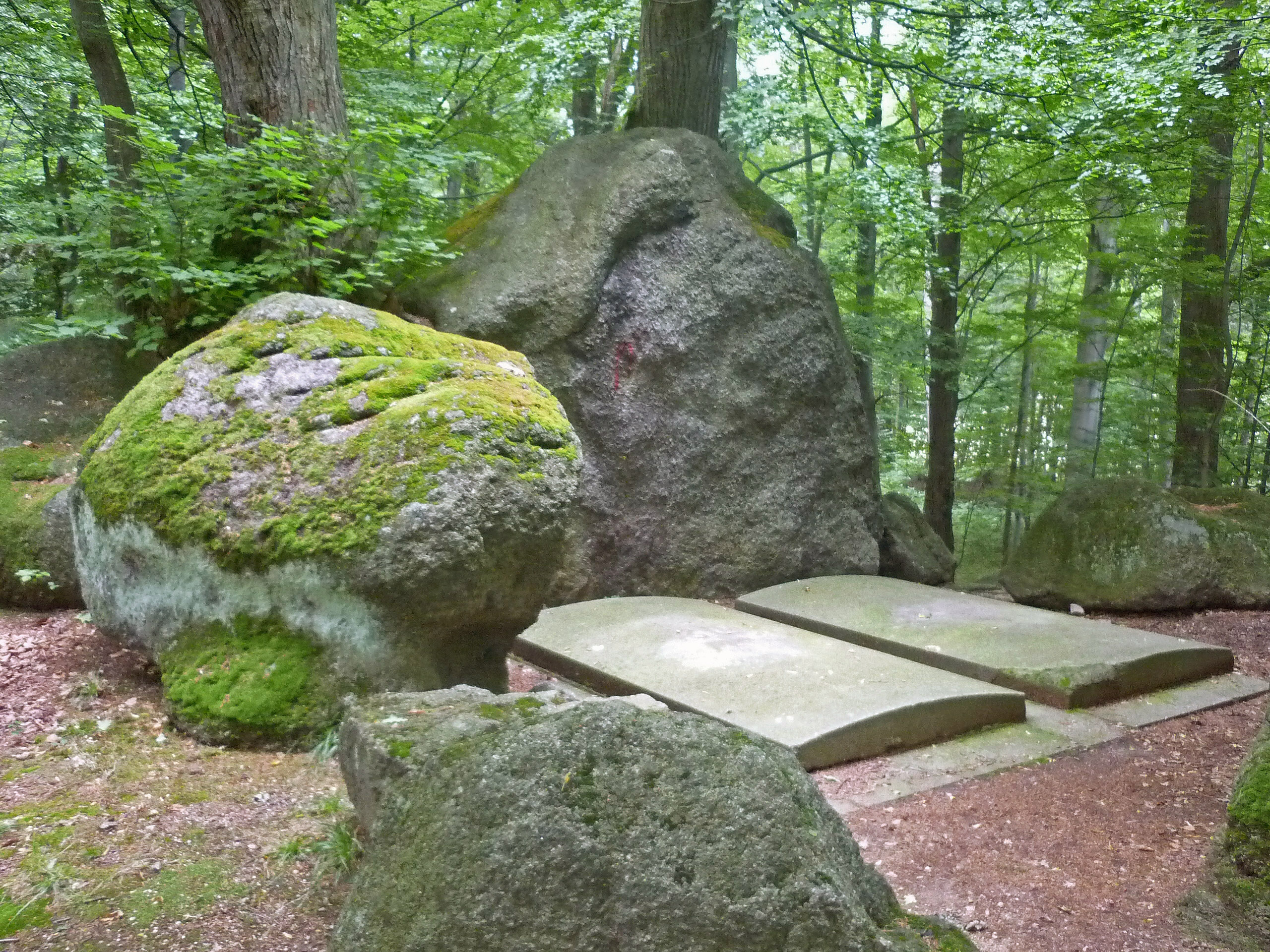
Mộ phần của Feodora của Sachsen-Meiningen và chồng, Heinrich XXX Reuß xứ Köstritz.

Sau khi chiến tranh kết thúc với thất bại của Đức, cha của Feodora buộc phải từ bỏ quyền cai trị Công quốc Sachsen-Meiningen. Gần như không có thông tin về cuộc sống sau chiến tranh của Feodora và hồ sơ về bệnh sử sau đó của Feodora phần lớn đã bị thất lạc. Feodora trải qua những năm cuối đời tại Viện điều dưỡng Buchwald-Hohenwiese, gần Hirschberg, Silesia, nơi ngày nay là tây nam Ba Lan. Feodora qua đời do tự sát vào ngày 26 tháng 8 năm 1945, ngay sau khi Chiến tranh thế giới thứ hai kết thúc. Khi mô tả cuộc đời của Feodora, John Van der Kiste đã viết rằng "nàng Công nữ khao khát có được những đứa con của riêng mình thay vào đó lại phải liên tục chiến đấu với những căn bệnh thể chất dai dẳng, chứng mất ngủ và trầm cảm nặng, đồng thời phải chịu đựng nhiều năm bệnh tật tương tự như mẹ của mình".

## Phân tích y tế
Các nhà sử học gần đây cho rằng Charlotte và Feodora mắc chứng rối loạn chuyển hóa porphyria, một căn bệnh di truyền được cho là đã ảnh hưởng đến một số thành viên của Vương thất Anh, đáng chú ý nhất là Quốc vương George III của Liên hiệp Anh.   Vào những năm 1990, nhà sử học John Röhl cùng các đồng nghiệp là Martin Warren và David Hunt đã tìm thấy mộ của Feodora ở Ba Lan, khai quật thi thể để phân tích DNA với niềm tin rằng có thể phát hiện các dấu hiệu của bệnh di truyền rối loạn chuyển hóa porphyria nhưng sau cùng đã thất bại.

## Gia phả
| \| \| \| \| \| \| \| \| \| \| \| \| \| \| \| \| \| \| \| \| 16. Georg I xứ Sachsen-Meiningen \| \| \| \| \| \| \| \| \| \| \| \| \| \| \| \| \| \| \| \| \| \| \| \| \| \| \| \| \| \| \| \| \| \| \| \| \| \| \| \| \| \| \| \| \| \| \| \| \| \| \| \| \| \| 8. Bernhard II xứ Sachsen-Meiningen \| \| \| \| \| \| \| \| \| \| \| \| \| \| \| \| \| \| \| \| \| \| \| \| \| \| \| \| \| \| \| \| \| \| \| \| \| \| \| \| \| \| \| \| \| \| \| \| \| \| \| \| \| \| 17. Louise Eleonore xứ Hohenlohe-Langenburg \| \| \| \| \| \| \| \| \| \| \| \| \| \| \| \| \| \| \| \| \| \| \| \| \| \| \| \| \| \| \| \| \| \| \| \| \| \| \| \| \| \| \| \| \| \| \| \| \| \| \| \| \| \| 4. Georg II xứ Sachsen-Meiningen \| \| \| \| \| \| \| \| \| \| \| \| \| \| \| \| \| \| \| \| \| \| \| \| \| \| \| \| \| \| \| \| \| \| \| \| \| \| \| \| \| \| \| \| \| \| \| \| \| \| \| \| \| \| 18. Wilhelm II xứ Hessen-Kassel \| \| \| \| \| \| \| \| \| \| \| \| \| \| \| \| \| \| \| \| \| \| \| \| \| \| \| \| \| \| \| \| \| \| \| \| \| \| \| \| \| \| \| \| \| \| \| \| \| \| \| \| \| \| 9. Marie Friederike xứ Hessen-Kassel \| \| \| \| \| \| \| \| \| \| \| \| \| \| \| \| \| \| \| \| \| \| \| \| \| \| \| \| \| \| \| \| \| \| \| \| \| \| \| \| \| \| \| \| \| \| \| \| \| \| \| \| \| \| 19. Auguste của Phổ \| \| \| \| \| \| \| \| \| \| \| \| \| \| \| \| \| \| \| \| \| \| \| \| \| \| \| \| \| \| \| \| \| \| \| \| \| \| \| \| \| \| \| \| \| \| \| \| \| \| \| \| \| \| 2. Bernhard III của Sachsen-Meiningen \| \| \| \| \| \| \| \| \| \| \| \| \| \| \| \| \| \| \| \| \| \| \| \| \| \| \| \| \| \| \| \| \| \| \| \| \| \| \| \| \| \| \| \| \| \| \| \| \| \| \| \| \| \| 20. Friedrich Wilhelm III của Phổ (= 24) \| \| \| \| \| \| \| \| \| \| \| \| \| \| \| \| \| \| \| \| \| \| \| \| \| \| \| \| \| \| \| \| \| \| \| \| \| \| \| \| \| \| \| \| \| \| \| \| \| \| \| \| \| \| 10. Albrecht của Phổ \| \| \| \| \| \| \| \| \| \| \| \| \| \| \| \| \| \| \| \| \| \| \| \| \| \| \| \| \| \| \| \| \| \| \| \| \| \| \| \| \| \| \| \| \| \| \| \| \| \| \| \| \| \| 21. Luise xứ Mecklenburg-Strelitz (= 25) \| \| \| \| \| \| \| \| \| \| \| \| \| \| \| \| \| \| \| \| \| \| \| \| \| \| \| \| \| \| \| \| \| \| \| \| \| \| \| \| \| \| \| \| \| \| \| \| \| \| \| \| \| \| 5. Charlotte Friederike của Phổ \| \| \| \| \| \| \| \| \| \| \| \| \| \| \| \| \| \| \| \| \| \| \| \| \| \| \| \| \| \| \| \| \| \| \| \| \| \| \| \| \| \| \| \| \| \| \| \| \| \| \| \| \| \| 22. Willem I của Hà Lan \| \| \| \| \| \| \| \| \| \| \| \| \| \| \| \| \| \| \| \| \| \| \| \| \| \| \| \| \| \| \| \| \| \| \| \| \| \| \| \| \| \| \| \| \| \| \| \| \| \| \| \| \| \| 11. Marianne của Hà Lan \| \| \| \| \| \| \| \| \| \| \| \| \| \| \| \| \| \| \| \| \| \| \| \| \| \| \| \| \| \| \| \| \| \| \| \| \| \| \| \| \| \| \| \| \| \| \| \| \| \| \| \| \| \| 23. Wilhelmine của Phổ \| \| \| \| \| \| \| \| \| \| \| \| \| \| \| \| \| \| \| \| \| \| \| \| \| \| \| \| \| \| \| \| \| \| \| \| \| \| \| \| \| \| \| \| \| \| \| \| \| \| \| \| \| \| 1. Feodora của Sachsen-Meiningen \| \| \| \| \| \| \| \| \| \| \| \| \| \| \| \| \| \| \| \| \| \| \| \| \| \| \| \| \| \| \| \| \| \| \| \| \| \| \| \| \| \| \| \| \| \| \| \| \| \| \| \| \| \| 24. Friedrich Wilhelm III của Phổ (= 20) \| \| \| \| \| \| \| \| \| \| \| \| \| \| \| \| \| \| \| \| \| \| \| \| \| \| \| \| \| \| \| \| \| \| \| \| \| \| \| \| \| \| \| \| \| \| \| \| \| \| \| \| \| \| 12. Wilhelm I của Đức \| \| \| \| \| \| \| \| \| \| \| \| \| \| \| \| \| \| \| \| \| \| \| \| \| \| \| \| \| \| \| \| \| \| \| \| \| \| \| \| \| \| \| \| \| \| \| \| \| \| \| \| \| \| 25. Luise xứ Mecklenburg-Strelitz (= 21) \| \| \| \| \| \| \| \| \| \| \| \| \| \| \| \| \| \| \| \| \| \| \| \| \| \| \| \| \| \| \| \| \| \| \| \| \| \| \| \| \| \| \| \| \| \| \| \| \| \| \| \| \| \| 6. Friedrich III của Đức \| \| \| \| \| \| \| \| \| \| \| \| \| \| \| \| \| \| \| \| \| \| \| \| \| \| \| \| \| \| \| \| \| \| \| \| \| \| \| \| \| \| \| \| \| \| \| \| \| \| \| \| \| \| 26. Karl Friedrich I xứ Sachsen-Weimar-Eisenach \| \| \| \| \| \| \| \| \| \| \| \| \| \| \| \| \| \| \| \| \| \| \| \| \| \| \| \| \| \| \| \| \| \| \| \| \| \| \| \| \| \| \| \| \| \| \| \| \| \| \| \| \| \| 13. Augusta của Sachssen-Weimar-Eisenach \| \| \| \| \| \| \| \| \| \| \| \| \| \| \| \| \| \| \| \| \| \| \| \| \| \| \| \| \| \| \| \| \| \| \| \| \| \| \| \| \| \| \| \| \| \| \| \| \| \| \| \| \| \| 27. Mariya Pavlovna của Nga \| \| \| \| \| \| \| \| \| \| \| \| \| \| \| \| \| \| \| \| \| \| \| \| \| \| \| \| \| \| \| \| \| \| \| \| \| \| \| \| \| \| \| \| \| \| \| \| \| \| \| \| \| \| 3. Charlotte của Phổ \| \| \| \| \| \| \| \| \| \| \| \| \| \| \| \| \| \| \| \| \| \| \| \| \| \| \| \| \| \| \| \| \| \| \| \| \| \| \| \| \| \| \| \| \| \| \| \| \| \| \| \| \| \| 28. Edward của Liên hiệp Anh \| \| \| \| \| \| \| \| \| \| \| \| \| \| \| \| \| \| \| \| \| \| \| \| \| \| \| \| \| \| \| \| \| \| \| \| \| \| \| \| \| \| \| \| \| \| \| \| \| \| \| \| \| \| 14. Victoria I của Liên hiệp Anh \| \| \| \| \| \| \| \| \| \| \| \| \| \| \| \| \| \| \| \| \| \| \| \| \| \| \| \| \| \| \| \| \| \| \| \| \| \| \| \| \| \| \| \| \| \| \| \| \| \| \| \| \| \| 29. Victoire xứ Sachsen-Coburg-Saalfeld \| \| \| \| \| \| \| \| \| \| \| \| \| \| \| \| \| \| \| \| \| \| \| \| \| \| \| \| \| \| \| \| \| \| \| \| \| \| \| \| \| \| \| \| \| \| \| \| \| \| \| \| \| \| 7. Victoria Adelaide của Liên hiệp Anh \| \| \| \| \| \| \| \| \| \| \| \| \| \| \| \| \| \| \| \| \| \| \| \| \| \| \| \| \| \| \| \| \| \| \| \| \| \| \| \| \| \| \| \| \| \| \| \| \| \| \| \| \| \| 30. Ernst I xứ Sachsen-Coburg và Gotha \| \| \| \| \| \| \| \| \| \| \| \| \| \| \| \| \| \| \| \| \| \| \| \| \| \| \| \| \| \| \| \| \| \| \| \| \| \| \| \| \| \| \| \| \| \| \| \| \| \| \| \| \| \| 15. Albrecht xứ Sachsen-Coburg và Gotha \| \| \| \| \| \| \| \| \| \| \| \| \| \| \| \| \| \| \| \| \| \| \| \| \| \| \| \| \| \| \| \| \| \| \| \| \| \| \| \| \| \| \| \| \| \| \| \| \| \| \| \| \| \| 31. Luise Pauline xứ Sachsen-Gotha-Altenburg \| \| \| \| \| \| \| \| \| \| \| \| \| \| \| \| \| \| \| \| \| \| \| \| \| \| \| \| \| \| \| \| \| \| \| \| \| \| \| \| \| \| \| \| \| \| \| \| \| \| \| \| |                                                 |  |  |  |  |  |  |  |  |  |  |  |  |  |  |  |
| |                                                 |  |  |  |  |  |  |  |  |  |  |  |  |  |  |  |
| | 16. Georg I xứ Sachsen-Meiningen                |  |  |  |  |  |  |  |  |  |  |  |  |  |  |  |
| |                                                 |  |  |  |  |  |  |  |  |  |  |  |  |  |  |  |
| |                                                 |  |  |  |  |  |  |  |  |  |  |  |  |  |  |  |
| | 8. Bernhard II xứ Sachsen-Meiningen             |  |  |  |  |  |  |  |  |  |  |  |  |  |  |  |
| |                                                 |  |  |  |  |  |  |  |  |  |  |  |  |  |  |  |
| |                                                 |  |  |  |  |  |  |  |  |  |  |  |  |  |  |  |
| | 17. Louise Eleonore xứ Hohenlohe-Langenburg     |  |  |  |  |  |  |  |  |  |  |  |  |  |  |  |
| |                                                 |  |  |  |  |  |  |  |  |  |  |  |  |  |  |  |
| |                                                 |  |  |  |  |  |  |  |  |  |  |  |  |  |  |  |
| | 4. Georg II xứ Sachsen-Meiningen                |  |  |  |  |  |  |  |  |  |  |  |  |  |  |  |
| |                                                 |  |  |  |  |  |  |  |  |  |  |  |  |  |  |  |
| |                                                 |  |  |  |  |  |  |  |  |  |  |  |  |  |  |  |
| | 18. Wilhelm II xứ Hessen-Kassel                 |  |  |  |  |  |  |  |  |  |  |  |  |  |  |  |
| |                                                 |  |  |  |  |  |  |  |  |  |  |  |  |  |  |  |
| |                                                 |  |  |  |  |  |  |  |  |  |  |  |  |  |  |  |
| | 9. Marie Friederike xứ Hessen-Kassel            |  |  |  |  |  |  |  |  |  |  |  |  |  |  |  |
| |                                                 |  |  |  |  |  |  |  |  |  |  |  |  |  |  |  |
| |                                                 |  |  |  |  |  |  |  |  |  |  |  |  |  |  |  |
| | 19. Auguste của Phổ                             |  |  |  |  |  |  |  |  |  |  |  |  |  |  |  |
| |                                                 |  |  |  |  |  |  |  |  |  |  |  |  |  |  |  |
| |                                                 |  |  |  |  |  |  |  |  |  |  |  |  |  |  |  |
| | 2. Bernhard III của Sachsen-Meiningen           |  |  |  |  |  |  |  |  |  |  |  |  |  |  |  |
| |                                                 |  |  |  |  |  |  |  |  |  |  |  |  |  |  |  |
| |                                                 |  |  |  |  |  |  |  |  |  |  |  |  |  |  |  |
| | 20. Friedrich Wilhelm III của Phổ (= 24)        |  |  |  |  |  |  |  |  |  |  |  |  |  |  |  |
| |                                                 |  |  |  |  |  |  |  |  |  |  |  |  |  |  |  |
| |                                                 |  |  |  |  |  |  |  |  |  |  |  |  |  |  |  |
| | 10. Albrecht của Phổ                            |  |  |  |  |  |  |  |  |  |  |  |  |  |  |  |
| |                                                 |  |  |  |  |  |  |  |  |  |  |  |  |  |  |  |
| |                                                 |  |  |  |  |  |  |  |  |  |  |  |  |  |  |  |
| | 21. Luise xứ Mecklenburg-Strelitz (= 25)        |  |  |  |  |  |  |  |  |  |  |  |  |  |  |  |
| |                                                 |  |  |  |  |  |  |  |  |  |  |  |  |  |  |  |
| |                                                 |  |  |  |  |  |  |  |  |  |  |  |  |  |  |  |
| | 5. Charlotte Friederike của Phổ                 |  |  |  |  |  |  |  |  |  |  |  |  |  |  |  |
| |                                                 |  |  |  |  |  |  |  |  |  |  |  |  |  |  |  |
| |                                                 |  |  |  |  |  |  |  |  |  |  |  |  |  |  |  |
| | 22. Willem I của Hà Lan                         |  |  |  |  |  |  |  |  |  |  |  |  |  |  |  |
| |                                                 |  |  |  |  |  |  |  |  |  |  |  |  |  |  |  |
| |                                                 |  |  |  |  |  |  |  |  |  |  |  |  |  |  |  |
| | 11. Marianne của Hà Lan                         |  |  |  |  |  |  |  |  |  |  |  |  |  |  |  |
| |                                                 |  |  |  |  |  |  |  |  |  |  |  |  |  |  |  |
| |                                                 |  |  |  |  |  |  |  |  |  |  |  |  |  |  |  |
| | 23. Wilhelmine của Phổ                          |  |  |  |  |  |  |  |  |  |  |  |  |  |  |  |
| |                                                 |  |  |  |  |  |  |  |  |  |  |  |  |  |  |  |
| |                                                 |  |  |  |  |  |  |  |  |  |  |  |  |  |  |  |
| | 1. Feodora của Sachsen-Meiningen                |  |  |  |  |  |  |  |  |  |  |  |  |  |  |  |
| |                                                 |  |  |  |  |  |  |  |  |  |  |  |  |  |  |  |
| |                                                 |  |  |  |  |  |  |  |  |  |  |  |  |  |  |  |
| | 24. Friedrich Wilhelm III của Phổ (= 20)        |  |  |  |  |  |  |  |  |  |  |  |  |  |  |  |
| |                                                 |  |  |  |  |  |  |  |  |  |  |  |  |  |  |  |
| |                                                 |  |  |  |  |  |  |  |  |  |  |  |  |  |  |  |
| | 12. Wilhelm I của Đức                           |  |  |  |  |  |  |  |  |  |  |  |  |  |  |  |
| |                                                 |  |  |  |  |  |  |  |  |  |  |  |  |  |  |  |
| |                                                 |  |  |  |  |  |  |  |  |  |  |  |  |  |  |  |
| | 25. Luise xứ Mecklenburg-Strelitz (= 21)        |  |  |  |  |  |  |  |  |  |  |  |  |  |  |  |
| |                                                 |  |  |  |  |  |  |  |  |  |  |  |  |  |  |  |
| |                                                 |  |  |  |  |  |  |  |  |  |  |  |  |  |  |  |
| | 6. Friedrich III của Đức                        |  |  |  |  |  |  |  |  |  |  |  |  |  |  |  |
| |                                                 |  |  |  |  |  |  |  |  |  |  |  |  |  |  |  |
| |                                                 |  |  |  |  |  |  |  |  |  |  |  |  |  |  |  |
| | 26. Karl Friedrich I xứ Sachsen-Weimar-Eisenach |  |  |  |  |  |  |  |  |  |  |  |  |  |  |  |
| |                                                 |  |  |  |  |  |  |  |  |  |  |  |  |  |  |  |
| |                                                 |  |  |  |  |  |  |  |  |  |  |  |  |  |  |  |
| | 13. Augusta của Sachssen-Weimar-Eisenach        |  |  |  |  |  |  |  |  |  |  |  |  |  |  |  |
| |                                                 |  |  |  |  |  |  |  |  |  |  |  |  |  |  |  |
| |                                                 |  |  |  |  |  |  |  |  |  |  |  |  |  |  |  |
| | 27. Mariya Pavlovna của Nga                     |  |  |  |  |  |  |  |  |  |  |  |  |  |  |  |
| |                                                 |  |  |  |  |  |  |  |  |  |  |  |  |  |  |  |
| |                                                 |  |  |  |  |  |  |  |  |  |  |  |  |  |  |  |
| | 3. Charlotte của Phổ                            |  |  |  |  |  |  |  |  |  |  |  |  |  |  |  |
| |                                                 |  |  |  |  |  |  |  |  |  |  |  |  |  |  |  |
| |                                                 |  |  |  |  |  |  |  |  |  |  |  |  |  |  |  |
| | 28. Edward của Liên hiệp Anh                    |  |  |  |  |  |  |  |  |  |  |  |  |  |  |  |
| |                                                 |  |  |  |  |  |  |  |  |  |  |  |  |  |  |  |
| |                                                 |  |  |  |  |  |  |  |  |  |  |  |  |  |  |  |
| | 14. Victoria I của Liên hiệp Anh                |  |  |  |  |  |  |  |  |  |  |  |  |  |  |  |
| |                                                 |  |  |  |  |  |  |  |  |  |  |  |  |  |  |  |
| |                                                 |  |  |  |  |  |  |  |  |  |  |  |  |  |  |  |
| | 29. Victoire xứ Sachsen-Coburg-Saalfeld         |  |  |  |  |  |  |  |  |  |  |  |  |  |  |  |
| |                                                 |  |  |  |  |  |  |  |  |  |  |  |  |  |  |  |
| |                                                 |  |  |  |  |  |  |  |  |  |  |  |  |  |  |  |
| | 7. Victoria Adelaide của Liên hiệp Anh          |  |  |  |  |  |  |  |  |  |  |  |  |  |  |  |
| |                                                 |  |  |  |  |  |  |  |  |  |  |  |  |  |  |  |
| |                                                 |  |  |  |  |  |  |  |  |  |  |  |  |  |  |  |
| | 30. Ernst I xứ Sachsen-Coburg và Gotha          |  |  |  |  |  |  |  |  |  |  |  |  |  |  |  |
| |                                                 |  |  |  |  |  |  |  |  |  |  |  |  |  |  |  |
| |                                                 |  |  |  |  |  |  |  |  |  |  |  |  |  |  |  |
| | 15. Albrecht xứ Sachsen-Coburg và Gotha         |  |  |  |  |  |  |  |  |  |  |  |  |  |  |  |
| |                                                 |  |  |  |  |  |  |  |  |  |  |  |  |  |  |  |
| |                                                 |  |  |  |  |  |  |  |  |  |  |  |  |  |  |  |
| | 31. Luise Pauline xứ Sachsen-Gotha-Altenburg    |  |  |  |  |  |  |  |  |  |  |  |  |  |  |  |
| |                                                 |  |  |  |  |  |  |  |  |  |  |  |  |  |  |  |
| |                                                 |  |  |  |  |  |  |  |  |  |  |  |  |  |  |  |